# Editora Sextante
A Editora Sextante é uma editora brasileira.
Fundada em 1998 por Geraldo Jordão Pereira, filho do editor José Olympio, e seus dois filhos, Marcos e Tomás, tem como objetivo a publicação de livros que proporcionem o crescimento humano, com obras infantojuvenis, de ficção e não ficção, autoajuda e negócios e de referência, assim como alguns títulos de arte.
Em abril de 2011 a editora anunciou a criação de um novo selo, denominado "Arqueiro", sob o qual passará a publicar todos os seus livros de ficção. Marcos e Tomás Pereira, atuais donos da editora, escolheram este nome  para homenagear o pai que, segundo eles, como um praticante de arco e flecha, “tinha a capacidade de enxergar longe e acertar o alvo”. A Sextante, a partir de então, terá seu catálogo focado em obras de autoajuda.
A Sextante publicou no Brasil livros de Dalai Lama, Brian Weiss, Douglas Adams, Dan Brown, Joe Hill, Kim Edwards (O Guardião de Memórias), James C. Hunter (O Monge e o Executivo), Patrick Rothfuss (O Nome do Vento), entre outros.

## Livros mais vendidos no Brasil em 2009
A editora publicou dez de sessenta livros mais vendidos no Brasil em 2009 segundo levantamento da Revista Veja (vinte mais vendidos em cada uma das três categorias utilizadas pela revista):

### Ficção
- A Cabana - 1º lugar[2]
- O Símbolo Perdido - 7º lugar[2]
- Anjos e Demônios - 14º lugar[2]

### Não-ficção
- 1001 Filmes para Ver Antes de Morrer - 9º lugar[2]

### Autoajuda e esoterismo
- ME POUPE - 1º Lugar
- O Monge e o Executivo - 4º lugar[2]
- Nunca Desista de Seus Sonhos - 8º lugar[2]
- Por que os Homens Amam as Mulheres Poderosas? - 10º lugar[2]
- Os Segredos da Mente Milionária - 12º lugar[2]
- O Poder do Agora - 17º lugar[2]
- Espíritos entre Nós - 18º lugar[2]